# Snagov (gmina)
Snagov – wieś i gmina w północnej części okręgu Ilfov w Rumunii, położona około 40 kilometrów na północ od stolicy kraju, Bukaresztu. W 2011 roku liczyła 7272 mieszkańców, z czego 99% stanowią Rumuni. W skład jednostki administracyjnej, oprócz wsi Snagov, wchodzą także mniejsze miejscowości: Ciofliceni, Ghermănești, Tâncăbești i Vlădiceasca.
Na wyspie Snagov, położonej na jeziorze o tej samej nazwie i wchodzącej w skład gminy, znajduje się monaster Snagov, w którym pochowano Włada Palownika, znanego również pod przydomkiem Dracula.